# Mirian Calkalamanidze
Mirian Vasil'evič Calkalamanidze (in russo Мириан Васильевич Цалкаламанидзе?, in georgiano მირიან ცალქალამანიძე?, Mirian Tsalkalamanidze; Kondoli, 20 aprile 1927 – Telavi, 3 agosto 2000) è stato un lottatore sovietico, dal 1991 georgiano, specializzato nella lotta libera.

## Palmarès

### Olimpiadi
- 1 medaglia:
  - 1 oro (Melbourne 1956 nei 52 kg)

### Mondiali
- 2 medaglie:
  - 1 argento (Istanbul 1957 nei 52 kg)
  - 1 bronzo (Tokyo 1954 nei 52 kg)